# Socorro (Surigao du Nord)
Pour les articles homonymes, voir Socorro.
Socorro est une localité de la province de Surigao du Nord, aux Philippines. En 2015, elle compte 22 314 habitants.